# Miss Universo 1970
El 19.º concurso de Miss Universo, Miss Universo 1970, lo ganó Marisol Malaret de Puerto Rico. Fue coronada por Miss Universo 1969, Gloria Diaz, de Filipinas. Tuvo lugar el 11 de julio de 1970 en Miami Beach Auditorium, Miami Beach, Florida, Estados Unidos.

## Resultados

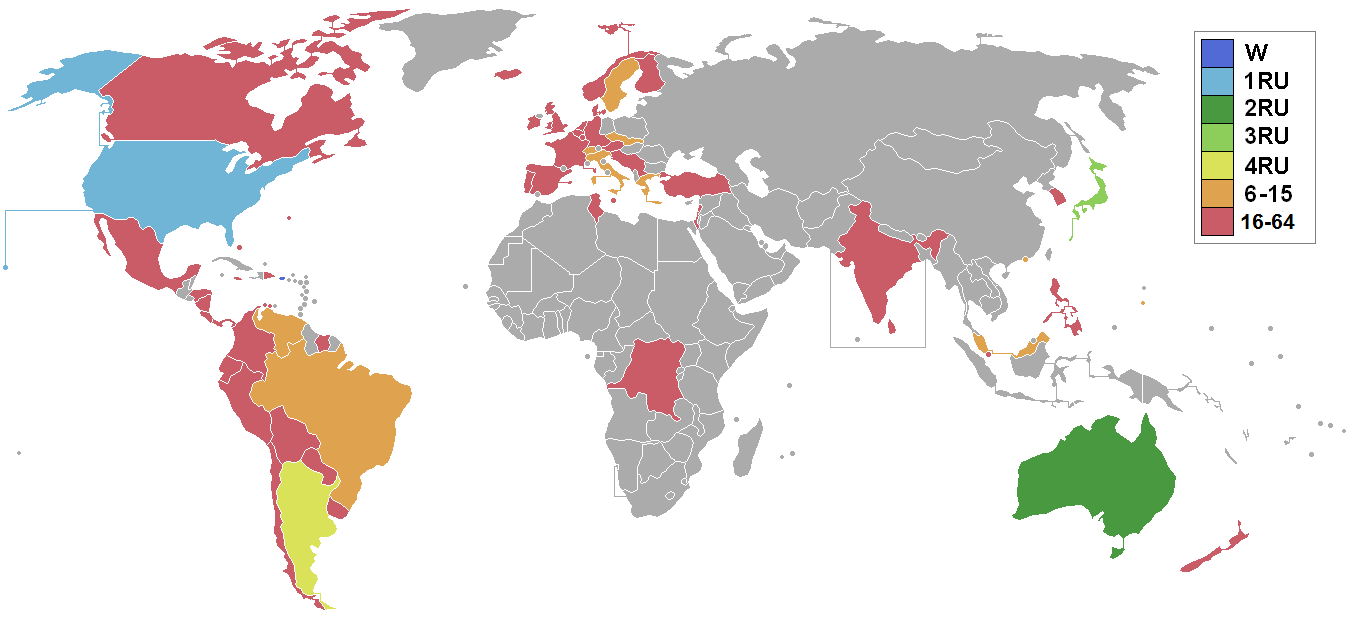
Miss Universo 1970 naciones y territorios participantes con los resultados.

### Posiciones
| Resultados Finales      | Candidata |
| ----------------------- | --- |
| Miss Universo 1970      | - Puerto Rico - Marisol Malaret † |
| Primera Finalista       | - Estados Unidos - Deborah Shelton |
| Segunda Finalista       | - Australia - Joan Zealand |
| Tercera Finalista       | - Japón - Jun Shimada |
| Cuarta Finalista        | - Argentina - Beatriz Gross |
| Semifinalistas (Top 15) | - Brasil - Eliane Fialho - Checoslovaquia - Kristina Hanzalová - Grecia - Angelique Bourlessa - Guam - Hilary Anne Best - Hong Kong - Mabel Hawkett - Italia - Anna Zamboni - Malasia - Josephine Wong - Suecia - Britt Johansson - Suiza - Diane Roth - Venezuela - Bella La Rosa |

### Orden de Clasificación
| Top 15         | Top 5          |
| -------------- | -------------- |
| Malasia        | Puerto Rico    |
| Grecia         | Estados Unidos |
| Hong Kong      | Australia      |
| Argentina      | Argentina      |
| Suiza          | Japón          |
| Checoslovaquia |                |
| Puerto Rico    |                |
| Australia      |                |
| Italia         |                |
| Brasil         |                |
| Venezuela      |                |
| Japón          |                |
| Guam           |                |
| Suecia         |                |
| Estados Unidos |                |

## Orden  de anuncio de las semifinalistas
- Grupo 1: Malasia, Grecia, Hong Kong, Argentina, Suiza, Checoslovaquia, y Puerto Rico
- Grupo 2: Australia, Italia, Brasil, Venezuela, Japón, Guam, Suecia y EE. UU.

## Premios Especiales
| Premio               | Concursante                              |
| -------------------- | ---------------------------------------- |
| Miss Simpatia        | - Guam - Hilary Anne Best                |
| Miss Fotogenia       | - Bermudas - Margaret Hill               |
| Reina de la Expo     | - Malasia - Josephine Lena Wong Jaw Leng |
| Mejor Traje nacional | - Bolivia - Roxana Brown Trigo           |

## Delegadas
| - Alemania Occidental - Irene Neumann - Argentina - Beatriz Marta Gros - Aruba - Linda Annette Richmon - Australia - Joan Lydia Zealand - Austria - Evi Ifriede Kurz - Bahamas - Antoinette Patrice DeGregory - Bélgica - Francine Martin - Bermudas - Margaret Hill - Bolivia - Roxana Brown Trigo - Brasil - Eliane Fialho Thompson - Canadá - Norma Joyce Hickey - Ceylan - Yolanda Shahzadi Ahlip - Chechoslovaquia - Kristina Hanzalová - Chile - María Soledad Errázuriz García-Moreno - Colombia - María Luisa Riascos Velásquez - Congo-Kinshasa Marie-Josée Basoko - Costa Rica - Lillian Berrocal Granados - Curaçao - Nilva Maduro - Dinamarca - Winnie Hollmann - República Dominicana - Sobeida Alejandra Fernández Reyes - Ecuador - Sonia Zoila Montesinos Rivera - Escocia - Lee Hamilton Marshall - España - Noelia Afonso Cabrera - Estados Unidos - Deborah "Debbie" Dale Shelton - Filipinas - Simonette Berenguer De Los Reyes - Finlandia - Ursula Rainio - Francia - Françoise Durand-Behot - Gales - Sandra Cater - Grecia - Angelique Bourlessa - Guam - Hilary Ann Best - Holanda - Maureen Joan Renzen - Honduras - Francis Irene Van Tuyl - Hong Kong - Mabel Hawkett - Islandia - Erna Johannesdóttir - India - Veena Sajnani - Inglaterra - Yvonne Anne Ormes - Irlanda - Rita Doherty | - Israel - Moshit Tsiporin - Italia - Anna Zamboni - Jamaica - Sheila Lorna Neil - Japón - Jun Shimada - Corea del Sur - Yoo Young-ae - Líbano - Georgette Aref Gero - Luxemburgo - Josée Reinert - Malasia - Josephine Lena Wong Jaw Leng - Malta - Tessie Pisani - México - Libia Zulema López Montemayor - Nicaragua - Graciela Salazar Lanzas - Noruega - Vibeke Steineger - Nueva Zelanda - Glenys Elizabeth Treweek - Panamá - Berta López Herrera - Paraguay - Teresa Mercedez Britez Sullow - Perú - Cristina Málaga Butrón - Portugal - Ana Maria Diozo Lucas - Puerto Rico - Glory Marisol Malaret Contreras - Singapur - Cecilia Undasan - Surinam - Ingrid Mamadeus - Suecia - Britt-Inger Johansson - Suiza - Diane Jane Roth - Túnez - Zohra Tabania - Turquía - Asuman Tugberk - Uruguay - Renée Buncristiand Tavares - Venezuela - Bella Teresa De Jesús La Rosa De La Rosa - Yugoslavia - Snezana Dzambas |